# Vehkosaari (ö i Mellersta Finland, Jämsä)
Vehkosaari är en ö i Finland. Den ligger i sjön Eväjärvi och i kommunen Jämsä i landskapet Mellersta Finland, i den södra delen av landet, 190 km norr om huvudstaden Helsingfors. Öns area är 2,6 hektar och dess största längd är 390 meter i nord-sydlig riktning.